# Peugeot Type 156
La Type 156 è un'autovettura di lusso prodotta tra il 1920 ed il 1923 dalla casa automobilistica francese Peugeot.

## Profilo
Nel 1920 fu lanciata la Type 156, una vettura destinata a riprendere l'eredità della vecchia Type 135, non più in listino da sette anni. Rispetto a quest'ultima il nuovo modello era ancora più grande: lunga 4.9 m, aveva un passo di ben 3.67 m ed era dotata di un grosso 6 cilindri da 5954 cm³ in grado di spingere la vettura a 90 km/h di punta. Tale propulsore era caratterizzato dalla distribuzione con valvole a fodero, per la prima volta montate su una Peugeot. La vettura fu impiegata anche dal Presidente della repubblica francese di allora.

La Type 156 fu impiegata come prototipo dalla Casa francese per sperimentare l'impiego di un motore a gasolio. Il progetto rimase però allo stadio sperimentale e non fu portato alla produzione in serie.
La Type 156 fu l'ultimo modello della Peugeot a occupare la fascia delle vetture di lusso di alto livello, per intenderci, quelle che stavno immediatamente al di sotto delle super-ammiraglie di gran lusso. Dopo questa vettura sarebbero arrivate anche altre vetture di lusso, ma di livello inferiore: per esempio, anche le Peugeot Type 174 e 184 erano vetture di lusso, ma per allestimenti e motorizzazione (montavano un 3.8 litri) erano al di sotto della Type 156.
La Type 156 fu prodotta fino al 1923 in 180 esemplari.